# Jozef Bogaerts
Jozef René Maria Bogaerts (Londerzeel, 23 oktober 1926 - Bornem, 24 april 1983) was een Belgisch politicus voor de CVP.

## Levensloop
Jozef Bogaerts was de oudste zoon in het gezin van Pieter Jan Bogaerts en Maria Celestina Cnapelinckx, dat zes kinderen telde. Op 4 mei 1948 trad hij in Moorsel in het huwelijk met Maria Leontina Francisca Rubbrecht. Het gezin Bogaerts-Rubbrecht ging in Hingene wonen en kreeg elf kinderen.
In 1950 stichtte hij een ACW-afdeling in Hingene en was er van bij de stichting tot in 1967 voorzitter van. Daarnaast was hij medestichter van de KWB-afdeling in Hingene en soms bestuurslid. Tevens was hij jarenlang secretaris van de Christelijke Mutualiteit (CM). In Hingene kende men hem als "Jos van den Bond".
Hij werd lid en voorzitter van de Commissie voor Openbare Onderstand (COO) en lid van de beheerraad van de Bouwmaatschappij Hingene-Ruisbroek-Breendonk. Het lukte hem het bouwproject "Lindestaat" (nu Aspergestraat) uit het slop te halen en ontwierp de bejaardenwoningen aan de Vleminckxstraat, in opdracht van de COO. In de COO streefde hij ernaar de misbruiken uit te schakelen om geleidelijk steunverhoging te bekomen voor de werkelijk behoeftige personen.
Op 26 december 1972 overleed burgemeester Willem Van Kerckhoven, na 46 jaar uitoefening van het ambt. Bogaerts werd tot zijn opvolger benoemd. Hij bleef burgemeester tot de gemeenteraadsverkiezingen van 1976. Hier opvolgend fuseerde in 1977 de gemeente met Bornem, Mariekerke en Weert.